# OU812
OU812 – ósmy album studyjny amerykańskiego zespołu Van Halen. Wydany został 24 maja 1988 roku.

## Lista utworów
1. "Mine All Mine" – 5:11
2. "When It's Love" – 5:36
3. "A.F.U.[5] (Naturally Wired)" – 4:28
4. "Cabo Wabo" – 7:03
5. "Source of Infection" – 3:58
6. "Feels So Good" – 4:27
7. "Finish What Ya Started" – 4:20
8. "Black and Blue" – 5:24
9. "Sucker in a 3 Piece" – 5:52
10. "A Apolitical Blues" (Lowell George) – 3:50

## Twórcy
- Sammy Hagar – wokal, gitara
- Eddie Van Halen – gitara, keyboard
- Michael Anthony – gitara basowa
- Alex Van Halen – perkusja